# قرة سفر
قرة سفر (بالفارسية: قره‌سفر) هي منطقة سكنية تقع في Charuymaq-e Jonubesharqi Rural District في إيران. يقدر عدد سكانها بـ 268 نسمة .